# Председнички избори у САД 1820.
Председнички избори у Сједињеним Државама 1820. били су девети четворогодишњи председнички избори. Одржани су од среде, 1. новембра, до среде, 6. децембра 1820. На врхунцу ере добрих осећања, на изборима је актуелни демократско-републикански председник Џејмс Монро победио на изборима без већег противника. Били су то трећи и последњи председнички избори у Сједињеним Државама на којима се председнички кандидат кандидовао без икаквих противника. Закључно са 2023. годином, ово су најновији председнички избори на којима је поново изабран актуелни председник који није био ни демократа ни републиканац, пре него што се Демократско-републиканска партија поделила у засебне странке.
Монро и потпредседник Данијел Д. Томпкинс нису се суочили са противљењем других демократских републиканаца у својој потрази за другим мандатом. Федералистичка партија је постављала председничког кандидата на сваким изборима од 1796. године, али је популарност странке која је већ опадала додатно опала након рата 1812. Иако су могли да кандидују кандидата за потпредседника, федералисти нису могли да предложе председничког кандидата, остављајући Монроа без организоване опозиције.
Монро је победио у свакој држави и добио све осим једног електорских гласова. Државни секретар Џон Квинси Адамс добио је једини други електорски глас, који је дошао од неверног електора Вилијама Пламера. Девет различитих федералиста добило је електорске гласове за потпредседника, али је Томпкинс поново изабран са великом разликом. Ниједан други председнички кандидат након дванаестог амандмана није достигао удео Монро у електорским гласовима. Монро и Џорџ Вашингтон остају једини председнички кандидати који су се кандидовали без веће опозиције. Монроова победа била је последња од шест узастопних победа Вирџинијанаца на председничким изборима (Џеферсон два пута, Медисон два пута и Монро два пута). Ово су били последњи избори на којима је актуелна листа поново изабрана све док листа Вудроа Вилсона и Томаса Р. Маршала није поново изабрана 1916. године.